# Juan Manuel Azuaga
Juan Manuel Azuaga Jiménez (Torre del Mar, Málaga, España; 3 de marzo de 1965) fue un futbolista español que se desempeñaba como centrocampista.

## Clubes
| Club      | País   | Año         |
| --------- | ------ | ----------- |
| CD Málaga | España | 1983 - 1990 |